# Камбон, Поль
Пьер Поль Камбон (фр. Pierre Paul Cambon; 20 января 1843[…], бывший 11-й округ Парижа — 29 мая 1924, VIII округ Парижа) — французский государственный деятель и дипломат. Генерал-резидент Туниса. Посол Франции в Испании, Османской империи и Великобритании. Брат Жюля Камбона.

## Биография
В 1866 году Камбон получил диплом юриста в Парижском университете. После выпуска работал секретарём у Жюля Ферри, который тогда возглавлял департамент Сена, затем являлся мэром Парижа. 
В 1870 году Камбон перешёл на работу в Министерстве внутренних дел. В апреле 1871 года Камбон стал генеральным секретарём департамента Буш-дю-Рон, в 1872 — департамента Об, в 1876 году — департамента Ду,в 1877 году — департамента Нор.
В феврале 1882 года Ферри устроил Камбона на дипломатическую службу и назначил генералом-резидентом недавно образованного французского протектората Тунис. В этой должности Камбон провёл четыре года и занимался организацией французской колониальной администрации. 
В 1886 году он был назначен послом Франции в Испании. С 1891 по 1898 год занимал пост посла Франции в Османской империи. В этом качестве Камбон боролся с немецким влиянием и пытался добиться вывода британских войск из Египта. В августе 1898 года на фоне Фашодского кризиса, из-за которого существенно обострились отношения между Великобританией и Францией, Камбон был отправлен послом в Лондон.
В следующие годы работал над тем, чтобы сгладить последствия конфликта. 8 апреля 1904 года при его участии между двумя странами было заключено Entente cordiale («сердечное соглашение»). Оно немедленно укрепило позиции Франции в конфликте с Германией из-за Марокко и в долгосрочной перспективе открыло путь к союзу против Центральных держав в Первой мировой войне. 
В годы войны Камбон играл важную роль в налаживании взаимодействия между двумя странами. В декабре 1920 года Камбон оставил дипломатическую службу и был избран членом Академии моральных и политических наук.